# روبرت بلير (لاعب كريكت)
روبرت بلير (1858 بملبورن في أستراليا - 1912 في نيوزيلندا) (بالإنجليزية: Robert Blair)‏ هو لاعب كريكت نيوزلندي.

## وصلات خارجية
- روبرت بلير على موقع إي آس بي آن كريك إنفو (الإنجليزية)